# Marcin Górski (prawnik)
Marcin Lech Górski (ur. 1978) – polski prawnik, nauczyciel akademicki, adwokat, radca prawny, doktor habilitowany nauk prawnych, profesor uczelni na Wydziale Prawa i Administracji Uniwersytetu Łódzkiego, specjalista w zakresie prawa europejskiego.

## Życiorys
W 2002 ukończył studia na Wydziale Prawa i Administracji Uniwersytetu Łódzkiego. Tam też w 2006 na podstawie napisanej pod kierunkiem Anny Wyrozumskiej rozprawy pt. Instrumenty polityki handlowej Unii Europejskiej nadano mu  stopień naukowy doktora nauk prawnych w zakresie prawa, specjalność prawo europejskie. Na macierzystym wydziale w 2020 w oparciu o dorobek naukowy oraz monografię pt. Swoboda wypowiedzi artystycznej. Standardy międzynarodowe i krajowe otrzymał stopień doktora habilitowanego w dziedzinie nauk społecznych w dyscyplinie nauki prawne.
Został adiunktem, a następnie profesorem uczelni w Katedrze Europejskiego Prawa Konstytucyjnego na Wydziale Prawa i Administracji Uniwersytetu Łódzkiego.
Został członkiem Centrum Badań nad Prawem Migracyjnym Polskiej Akademii Nauk.
W latach 2002–2005 odbył aplikację prokuratorską. Zdał egzamin prokuratorski. W latach 2006–2012 był adwokatem. W 2012 został radcą prawnym oraz dyrektorem Wydziału Prawnego Urzędu Miasta Łodzi. W 2024 został wskazany jako sędzia ad hoc z ramienia Polski Europejskiego Trybunału Praw Człowieka.
Odznaczony przez Ministra Sprawiedliwości medalem „Zasłużony dla Wymiaru Sprawiedliwości”.